# Szu–35
A Szu–35 nehéz vadászbombázó repülőgép, melyet eredetileg Szu–27M típusjelzéssel Oroszországban hoztak létre, a Szu–27 alaptípus továbbfejlesztésével. No. 701–No. 712, majd No. 801 jelzéssel készültek prototípus- illetve nullszéria-példányok belőle. Ezen felül készült 3 szériagyártmány is. Szerkezeti eltérés a példányok között a függőleges vezérsík és a belső tüzelőanyag-rendszer kialakításában van. A Szu–27-esről ismert flattersúlyos vezérsíkkal a 701, 702, 705, 706 és 707-es példányok rendelkeznek, mivel ezeket szériában gyártott Szu–27-esekből alakították ki. A többi példány függőleges vezérsíkja teljesen új kialakítású, nagyobb oldalviszonyú szerkezet. Erre azért volt szükség, mert az új gép nagyobb átmérőjű orrkúpot kapott (már a prototípusok is), ami a függőleges tengely körüli stabilitást rontotta. Azonban nem a Szu–27UB-k magasított vezérsíkját kezdték el alkalmazni a nullszéria példányoktól kezdve, hanem ezt az új konstrukciót, mivel a kisebb húrhosszú oldalkormányok kevesebb helyet foglaltak el a vezérsíkon, ami lehetővé tette, hogy oda is tüzelőanyag tartályokat építsenek. A másik ok pedig az, hogy a komszomolszki KNAAPO-ban csak az együléses Szu-27-esek és 33-asok készültek, a magasabb vezérsíkú UB gépeket az irkutszki IRKUT-nál készítik. (Később a KNAAPO-féle szintén kétüléses Szu-30MKK/MK-2-es gépek is ezt a Szu–35-öshöz készített új vezérsíkot kapták meg.)
A gépet az az igény hívta életre, hogy a T–10Sz (Szu–27) gépek avionikája a sorozatgyártás kényszerű beindítása következtében nem felelt meg az orosz légierő igényeinek. Így a T–10M-eket a Szu–27-esek gyártásának beindításával egy időben kezdték fejleszteni. Eredetileg ugyanis a Szu-27-es kifejlesztésekor az volt a cél, hogy a PVO (a szovjet honi légvédelem) ekkor rendszeresített legújabb nagy hatótávolságú elfogó vadászrepülőgépén, a MiG-31-esen alkalmazott RP-31 Zaszlon rádiólokátor, illetve a hozzá kapcsolt tűzvezető rendszer és R-33-as rakéta a T-10Sz gépekhez is integrálval legyen. Ezt a célt a sárkányszerkezet, közelebbről az orr-szekció sajátosságai, továbbá a rendszer jókora tömege miatt képtelenek voltak megvalósítani, így a 27-esek lényegében a Front Légierő MiG-29-eseinek hasonló rendszerének egy módosított változatát kapták meg. A Szu-27-esek első P illetve Sz változataiból épp csak megérkeztek a legelső szériapéldányok, mikor nekikezdtek a T-10M (Szu-27M) programnak. Az 1983-ban induló Isztrebityel-90 (И-90) program főbb komponensei avionikai oldalon az RLSz-011 (N-011 Barsz) rádiólokátor (párhuzamosan fejlesztve az RLSz-012-vel), RLSzU/RLPK-27M tűzvezető rendszer, OLSz-27K kombinált lézeres távolságmérő és célmegjelölő/infravörös detektor, K-77 (R-77) légiharc-, illetve H-29 földi célok elleni rakétafegyverzet integrációja. A hajtómű az Al-31FM néven jelölt módosított Al-31F, ahol a gázhő emelésével 122 kN-ról 128 kN-ra emelték a fékpadi maximális tolóerőt, utánégetésen.
Szárnyai azonosak a Szu–27-es gépekével, csupán az addigi 3–3 db fegyvertartó helyett 4–4 db van elhelyezve rajtuk, mivel akkor már ismert volt, hogy a gép sárkánya az addigi 6 t-s fegyverterhelésnél többet, 8 t-t is elbír (ehhez a 10 felfüggesztési pont azonban nem elegendő). Előttük, a törzs két oldalán a Szu–27 összes továbbfejlesztett változatához hasonlóan kacsaszárnyat helyeztek el. Ez az előtétszárny azonban nem azonos az elsősorban nyugat-európai repülőgépgyártók által preferált kacsaszárnnyal, mivel nem a gép kereszttengely körüli kormányzásához kell, azaz nem magassági kormányként funkcionál, hanem a megnövekedett orrnehézség statikailag stabilizáló hatását aerodinamikailag kompenzálja. Ezen felül nagy állásszögű repülésnél állásszöghatároló szerepe is van.

## Története

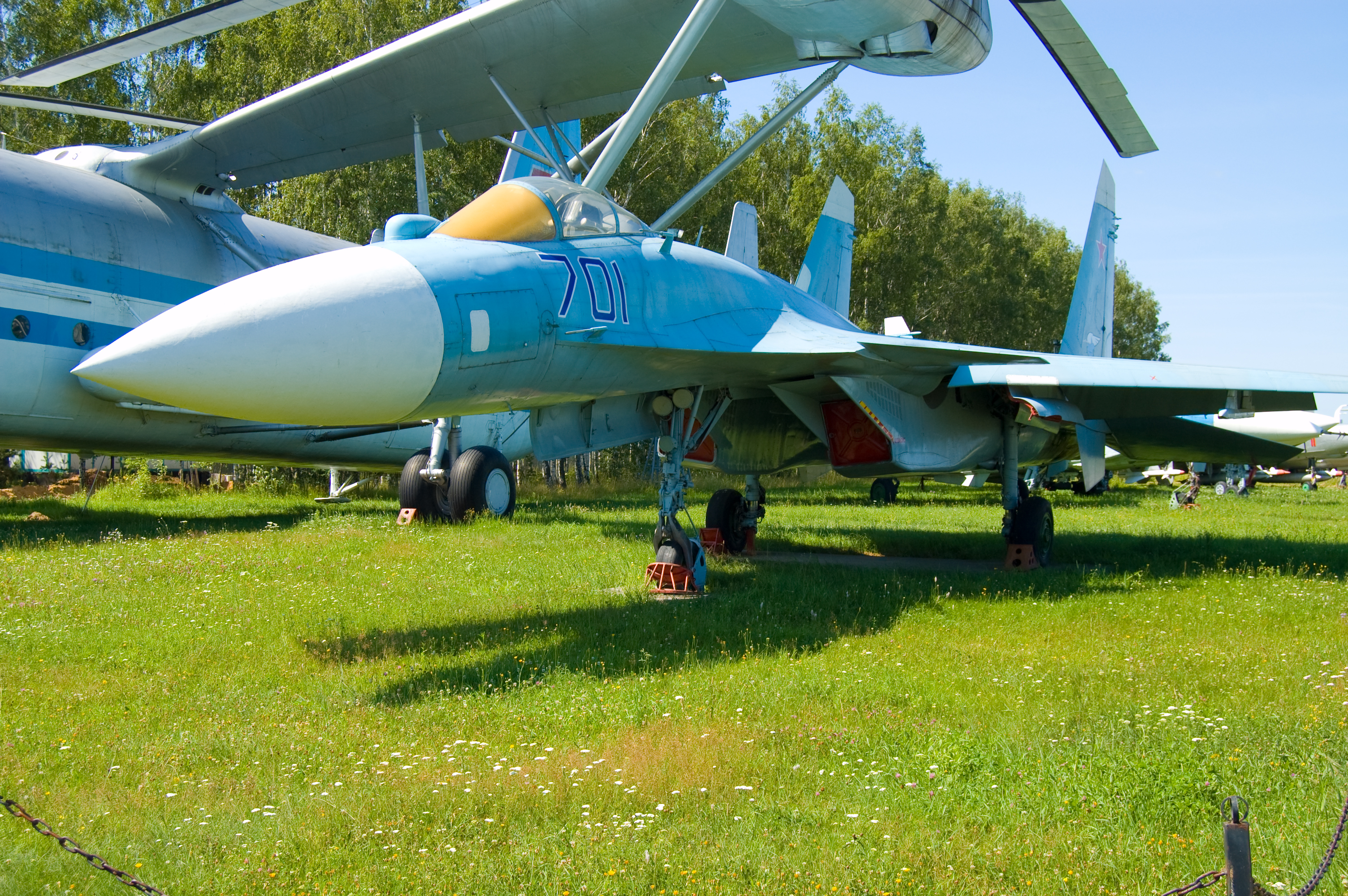
A Szu–35 701 lajstromszámú prototípusa Monyinóban

A kezdetben Szu–27M-ként ismert repülőgép fejlesztése 1983-ban kezdődött meg. Nyugaton főleg a 703-as és 709-es gépek tartottak bemutató repüléseket, a "Horog" manőver tette emlékezetessé a gépek szereplését. A csak mint a Szu–27-esnél jobb gépként beharangozott típus fő hibája már ekkor megmutatkozott, a gép szerkezeti tömege ugyanis nagymértékben megnőtt, ezzel az alaptípus fő előnye, az F–15-öshöz hasonlóan (de messze nem olyan mértékben) alacsony felületi terhelése növekedett meg jelentősen.
A legelső gép a jelenleg Monyinóban kiállított T-10M1-es a No.16-40-36911016202 gyári számú Szu-27-es nullszéria gépből átalakított és így a 701-es oldalszámot kapó gép 1988-ban szállt fel először a Szuhoj T-10M program akkori főpilótájával, Oleg Coj-jal.
A gép digitális és teljeskörű elektronikus kormányvezérlő rendszere ezt nem tudta kompenzálni, csakúgy, mint az igért, de soha meg nem valósuló AL–31M/FM/35F (többféle jelölés is ismert) növelt tolóerejű hajtóművek helyett alkalmazott AL–31F hajtóművek sem. A gép tolóerő–súly arányának alakulása így nem követte a nyugati tendenciát, ahol (elsősorban az USA-ban) nagy múltja van az erőből történő manőverezésnek, így a korszerűsítéseknél a tolóerő–súly arány növelése (és nem csak szintentartása) is fontos.

## Szu–37 (No. 711)
A No. 711-es nullszériagép 1995-ig az N011 Barsz típusú passzív fázisvezérelt antennájú rádiolokátor egyik tesztpéldánya volt (a másik a 712-es), de ettől az évtől új festéssel, teljesen új hajtóművekkel és teljesen egyedi megnevezéssel, mint Szu–37-es vált ismertté. Kabinjában a műszerek nagy részét a négy darab francia eredetű display tette ki, illetve az oldalra helyezett joystick és egy speciális hajtóművezérlő kar volt megtalálható.
A gép hajtóműve az AL–37FU jelű változat lett, amelynél a forszázskamra hátsó szekcióját a gázsebességfokozó redőnyökkel együtt ±15 fokra ki lehetett téríteni, de csak függőleges síkban. A gép így tolóerővektoros kormányvezérléssel „szupermanőverezhető” lett. Jevgenyij Frolovval a fedélzetén több bemutatót tartott Nyugaton, amivel sikert aratott a nagyközönség és a szakemberek között egyaránt.
A gép repüléseinek egyetlen közvetlen haszna az az indiai igény lett, ami az ekkor megrendelt Szu–30-as repülőgépeik tolóerővektoros kormányzásúvá tételét eredményezte. Érdekesség, hogy a T-10M-11-es eredeti rádiólokátorát, az N-011M Barsz-t kapta meg végül az indiai Szu-30MKI és a későbbi maláj Szu-30MKM és algériai Szu-30MKA is. A belőlük kifejlesztett hazai Szu-30SzM szintén.Az indiai igény messze nem egyszerű teljesítése végül egy teljesen más megoldást, egy kifinomultabb szerkezeti kialakítású, szériában is megfelelően funkcionáló, de beépítve, együttesen már 3D-s vektorálásra is alkalmas rendszert eredményezett. Az eljárás lényege, hogy a két hajtómű fúvócsövét nem függőleges síkban, hanem kifelé/befelé 32 fokos szögben térítik ki, mégpedig felfelé/kifelé – lefelé/befelé. Ez a megoldás azonosan differenciált kitérítésnél a csűrőirányú erőhatás mellett legyező (oldalkormány) erőhatást is eredményez, de a kormányvezérlő rendszer a fúvócsöveket egymástól eltérő mértékben is ki tudja téríteni, így tiszta oldalkormányzó erőhatást generálva. A rendszer másik előnye, hogy a fúvócső forgáspontja így a törzshátsórész és az annál lejjebb elhelyezkedő vízszintes vezérsíkok bekötési pontjait is tartalmazó törzselem közé került, szükségtelenné téve ezzel a No. 711-esen is 2000-ig látott törzskereteket. A No. 711-esen az oldalirányú erőhatást érdekes módon oldották meg. A kormányvezérlő rendszerbe beiktatták a hajtóművek tolóerejének vezérlését, így a gép képes volt manőverezés közben a két hajtómű tolóerejének eltérő változtatásával (tolóerő-aszimmetriával) az oldalkormány-pedálok használatakor, nagy állásszögeknél, legyezőirányú manőverezésre is. (ilyen jellegű, hajtóművek tolóerejét kormányzásra használó kísérleteket folytatott a NASA Dryden központja is a kilencvenes években egy F-15A val és egy MD–11-es géppel).
A No. 711-es 2000 nyarán átalakult, eltávolították a vektorálható fúvócsövű AL–37FU hajtóműveket és az MNPK Avionika cég új kormányvezérlő rendszerének tesztgépe lett, hagyományos AL–31F hajtóművekkel. A gép jelzése ismét Szu–35 lett. A differenciált tolóerő alapú manőverezés azonban megmaradt. A gép új főpilótája Jurij Vascsuk lett, aki a gép képességeit a MAKSZ 2001-en, illetve a 2001-es szöuli légibemutatón is demonstrálta. A repülőgép az összetett kormányzásnak köszönhetően a nem tolóerővektoros gépek közül egyedüliként képes volt a napjainkban „bumeráng” és „helikopter” megnevezésű manőverekre, illetve az intenzív állásszögű húzott forduló irányát oldalkormánnyal megváltoztató repülésre. A gép Szöulban a látott manőverek ellenére alulmaradt a bevált F–15E-vel szemben, amely ezúttal szintén összetett műrepülési produkciót mutatott be fedélzetén a Boeing egyik legtapasztaltabb pilótájával, a típus főpilótájával, Joe Felock-kal.
A No. 711-es 2002 decemberében egy anyagfáradási hiba miatt egy nagy túlterhelésű fordulóban elveszítette jobb oldali vízszintes vezérsíkját és Zsukovszkij környékén lezuhant. Pilótája, Jurij Vascsuk sikeresen katapultált.

## Szu–35UB
A Szu–35-ösök kétüléses kiképző–vadászbombázó változata, jele No. 801. A Szu–30MK/MKK program mellett lényegében feleslegesen jött létre, egyedüli előnye a digitális kormányvezérlés, bár ez utóbbi a Szu–30-asok MKI/MKM/MKA változatainál (tolóerővektorosak) ugyanúgy fennáll. A géppel való repülési kísérleteket mára felfüggesztették. Ugyanúgy rendelkezik előtétszárnnyal és azzal a magasabb függőleges vezérsíkokkal, amivel a Szu–35-ösök, illetve a kínai, algériai, venezuelai, indonéziai Szu–30MKK/MK2–3 gépek. Orrkúpja azonos a Szu-27-es gépcsaládnál használtakkal. A gép jelenleg (2011) Komszomolszkban található, hajtóműveit eltávolították.

## Alkalmazásuk

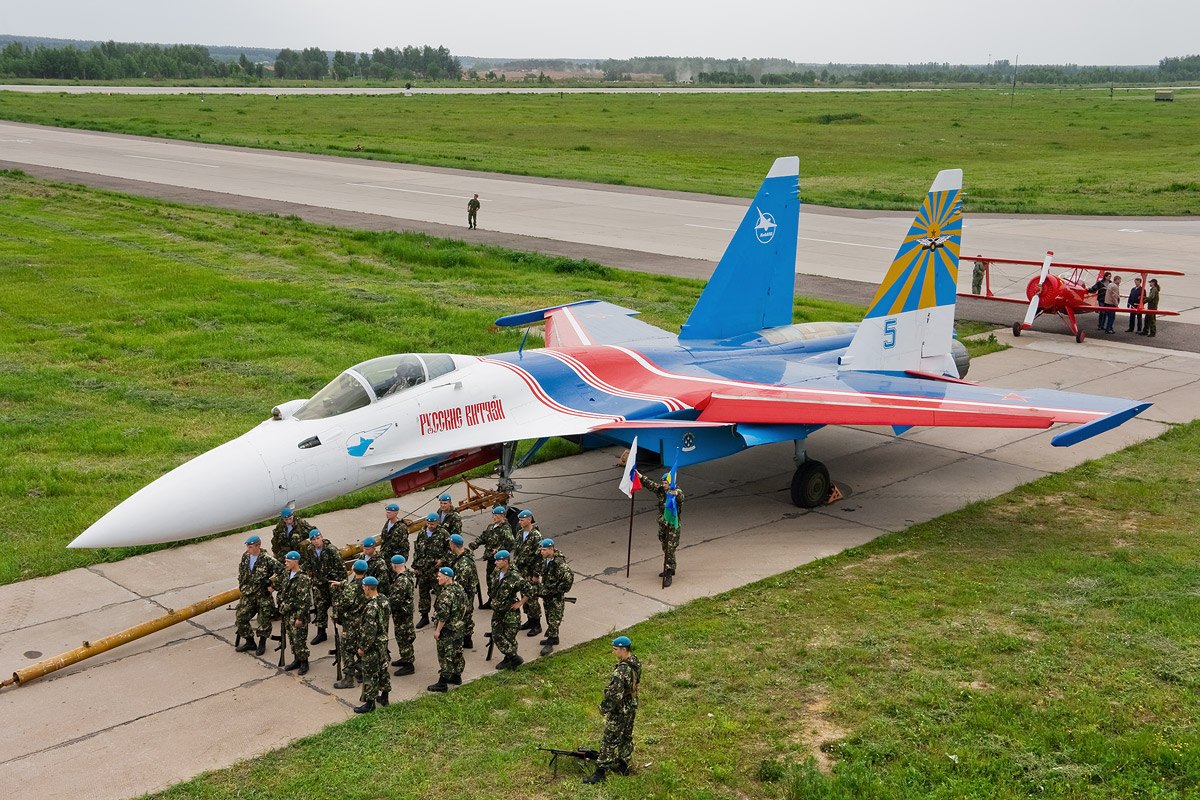
A Russzkije Vityazi egyik Szu–35-öse

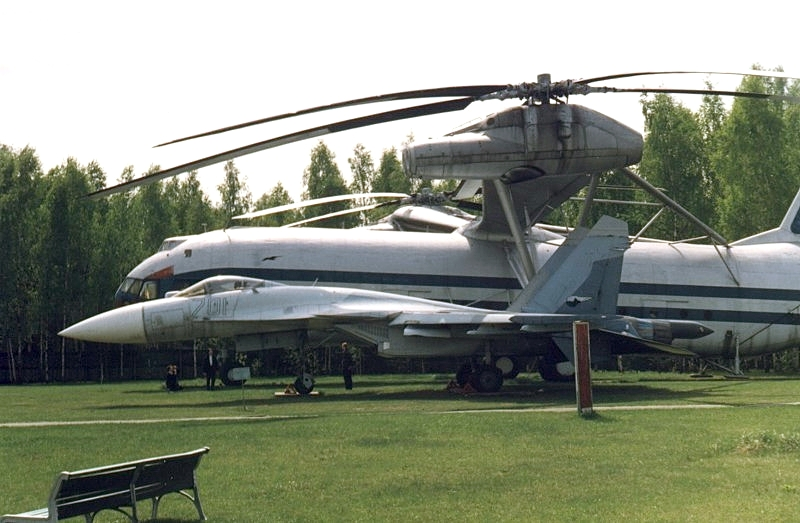
A T–10M 701-es számú prototípusa a Monyinói Múzeumban. A háttérben a Mi–12 óriáshelikopter

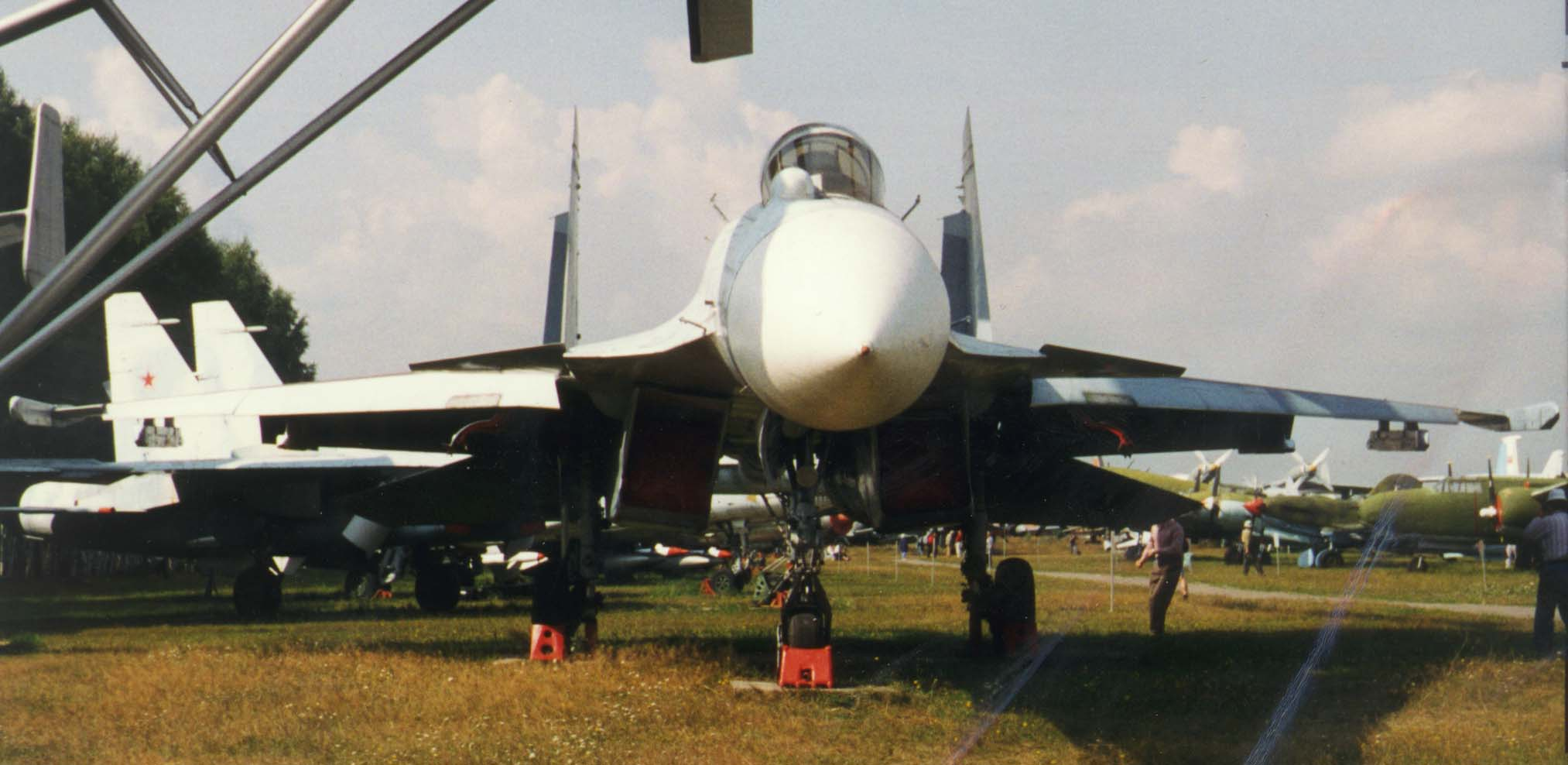
A Szu–35 prototípusa Monyinóban

A gépek rendszeresítése a sokszori ígéretek ellenére nem történt meg, de 2003-ban öt gépet reklám céllal a kubinkai Russzkije Vityazi műrepülőcsoportnak adtak az akkor folyó brazil géptender előremozdítása érdekében. Az alakulat a gépeket átvette, a gépek még Zsukovszkijban 2003 nyarán megkapták a jellegzetes Vityazi-festést, illetve a csoport létszámát az öt példány miatt hatról ötre csökkentették. A gépek átvételi berepülése ugyan lezajlott, de a nagyobb géptömeg miatti nagyobb tehetetlenség, a 30 fokra hátradöntött katapultülések szokatlansága miatt az állomány a gépeket szoros kötelékrepülésre nem tartotta megfelelőnek. Ebben az időben ráadásul kiderült, hogy a brazil géptendert visszavonták, így nincs szükség a reklámra sem, ugyanakkor az orosz légierőt népszerűsítő csoport gépei sem lehetnek olyan típusok, amelyek sem odahaza, sem másutt nincsenek szolgálatban. Az öt Szu–35-ös lekonzerválva áll jelenleg Kubinkában. A csoport azóta is öt géppel, de hat fővel repül. Nem álltak vissza hatos formációra.
Összesen 17 db Szu–35-ös épült. 5 db T–10M prototípus a széria Szu–27-esek bázisán (a No. 701-es jelenleg Monyinóban található), 2 db kísérleti példány a földi strukturális tesztekhez, 6 db nullszéria-példány, 3 db széria (az egyik 88-as számmal a MAKSZ 1999 kiállításon is látható volt) példány és 1 darab kétüléses Szu–35UB.
A műrepülőcsoport a nyugat-európai bemutatókat kétféle festéssel is megjárt No. 703-as (T–10M–3), a No. 712-es (T–10M–12) nullszériapéldányokat, illetve a 3 db szériapéldányt kapta meg. Jelenleg mindössze két darab régi Szu–35-ös repülőképes, melyekkel napjainkban (2013 júniusában) is végeznek repüléseket, Zsukovszkijban. Ezek a nullszériából származó No. 708-as a PAK-FA program avionikai, és a No-710-es, a Szu–35BM/Szu–35Sz, illetve a PAK-FA programhoz használt NPO Szaturn 117Sz/A/U/V hajtóműcsalád légi tesztjeinél hajt végre feladatokat.

## Szu–35BM
A gép létrehozásához egy indiai vadászrepülő tender járult hozzá. Az Indiai Légierő 126 vadászgépét kívánja lecserélni modernebb típusra, amely pályázathoz a Szuhoj OKB a T–10Sz egy teljesen új változatát kívánta benyújtani. A gép, illetve a cég indulását a tenderen eleve lehetetlenné tette az a tény, hogy az indiaiak nem a T–10Sz méretének megfelelő gépben gondolkodtak.
Ennek ellenére a tervezőiroda hozzálátott az „utolsó Flanker” megtervezéséhez. A koncepció lényege, hogy a Szu–27-esek szerkezeti tömegét nem, vagy minimálisan meghaladva egy 16–16,5 tonnás szerkezetű sárkányt hoznának létre, a Szu–27-esek AL–31F hajtóműveinél jelentősen nagyobb statikus tolóerőt kifejteni képes, valós 3D vektorálható fúvócsövekkel szerelt hajtóművel. A gép sárkányát „még egyszer, utoljára” áttervezik, tovább csökkentve a keresztmetszetet, ami mind légellenállási, mind radarhullám-visszaverő hatás szempontjából kedvező. A függőleges vezérsíkokat a Szu–27KUB típusról veszik át, ez alacsonyabb az alaptípusénál, de oldalkormánya nagyobb felületű. A flaperonok réselt kivitelűek, növelve a felhajtóerőt kis sebességeknél. A gép típusjelzése kissé zavaró, hiszen a 2003-ban végleg leállított Szu–35-ös jelölést vették elő újra. A döntés mögött az áll, hogy mintegy teljesen figyelmen kívül kívánták hagyni az azt megelőző mintegy két évtizedet (gyakorlatilag a teljes I-90-es programot) és úgymond tiszta lappal újra nekifutnának a Szu-27-esek továbbfejlesztésének, de már a kétezres évek technológiai megoldásai, illetve harcászati elgondolásai szerint.
A gép a korábbi Szu–30MK/33/34/35 gépektől eltérően nem rendelkezne előtétszárnnyal, mivel a leendő rádiólokátor szerkezeti tömege még az alaptípusénál is alacsonyabb, így nincs szükség a nehezebb N011-es radarok stabilizáló orrnehéz hatását kiegyenlítő rendszerre. Ezen felül, igazodva a nyugati "trendhez", az utánégetés nélkül is fenntartható szuperszonikus sebesség (melynek extrém változata a Lockheed által definiált és csak az F-22A Raptor által elért szupercirkálás, azaz a Mach 1,7-1,8), a nagy sebességeken már kifejezetten komoly légellenállást jelentő előtétszárnyakat mindenképpen el kívánták hagyni. Orrkúpja a Szu-27-esekével azonos, a nagyobb orrkúp alkalmazását törölték, a T-10M-eken kívül csak az egyetlen példányban megépült Szu-27KUB (Szu-33UB) rendelkezett ilyennel. Csökken a „fullánk” mérete, a kialakítása a haditengerészeti Szu–33-asokéhoz hasonló, de fő különbség a benne elhelyezett hátrafelé néző radar megléte. Szintén a Szu-27KUB számára kifejlesztett, összetett réselt fékszárnyrendszert is megkapta volna a gép. A levegőbeömlő nyílások keresztmetszete megnövekszik, kiszolgálva a nagyobb levegőátfutású AL–41F1–A hajtóművek (nem az AL–41F leszármazottja, hanem az AL–31F jelentős továbbfejlesztése, az AL–41F megoldásainak átvételével) levegőigényét. A kabintető teljesen új tervezésű, laposabb profilú, csökkentve a légellenállást. A korábbi T–10M/Szu–35-ösökhöz hasonlóan a kabinban 30 fokra hátradöntött katapultülés és korszerű pilótafülke található. A gép sárkányába integrálják a Szorbcija zavarókonténerekhez hasonló aktív zavarókonténert, amit a törővégi rakétaindító sínek helyére szerelnének, de az alaptípustól eltérően, fixen. A gép lokátora egy teljesen új fejlesztésű AESA-rendszerű aktív fázisvezérelt N-035Irbisz radar.
A gép megépítése a az Amur menti Komszomolszk repülőgépgyárában kezdődött 2005 elején. A projekt megvalósítását hátráltatta az a tény, hogy a gépre semmilyen megrendelés nem érkezett, így a terv a megvalósulás szakaszában jelentősen módosult, miközben az építés nagymértékben lelassult. A géppel az első felszállást 2006 végére, majd 2007 első negyedére, ezután első felére ígérték, hogy a MAKSZ 2007 egyik fő látványossága lehessen. Mivel ez sem történt meg, a gép első repülését közvetlenül a légibemutató utánra, majd a harmadik negyedévre, de mindenképpen az év vége előttre ígérték. Ez 2008 elejéig nem történt meg.
A gépet No. 901 számmal a 2007-es MAKSZ kiállításon csak a statikus soron mutatták be. Ide a komszomolszki gyárból egy An–124-es rakterében érkezett. Amit a gépen látni lehetett, az az eredeti elgondolásokhoz képesti jelentős eltérés-egyszerűsödés. A gép függőleges vezérsíkja azonos a Szu–27-es együléses példányaival, de az oldalkormány nagyobb felületű. A gép keresztmetszete, a kabintető azonos a Szu-27-esével, a beömlőnyílások/szívócsatorna, a flaperon azonos a Szu–27-esével. A hajtóművek (117Sz gyártmányjelzés) fúvócsöve a Szu–30MKI/MKM/MKA gépekhez hasonlóan nem teljes körűen, csak 32 fokban döntött egysíkú, de együttesen 3D-s vektorlásra képes kivitelű. A MiG–29OVT gépeken látott megoldást az NPO Szaturn gyár (konkurens Szaljuthoz hasonlóan szintén a Klimovval együttműködve) csak a PAK FA gépekhez ígéri, miközben az MMPP Szaljut már rendelkezik a KLIVT fúvócsöves AL–31F–M3-as hajtóművel. A 117Sz jelzésű hajtómű repülési tesztjeit a No.710-es Szu-27M-en végezték, a vegyesen Al–31F – 117Sz hajtóművekkel szerelt gép 1,9 Machig gyorsított. Az új hajtómű a Szaljut megoldásával ellentétben nem rendelkezik Blisk technológiájú kisnyomású kompresszorfokozatokkal, de a belépő keresztmetszetet 905mm-ről 932mm-re növelték (a Szaljutnál 924mm az új érték) és a turbina előtti hőmérsékletet is megemelték az új tüzelőtér alkalmazásával. Ennek eredményeként a levegőátfutás Az AL-31F-hez képest nőtt, 118 kg/sec-re. Ennek következtében az elődtípushoz képest egy további állítható szögű terelőlapátsor került az első és a második kisnyomású kompresszorfokozat közé. A belépő keresztmetszetben elhelyezett szenzorok számát megnövelték, a hajtómű FADEC, azaz teljes körű digitális vezérlést, illetve szabályzást kapott. A hajtómű tolóereje fékpadon 8800 kg, 14 000 kg utánégetéssel és speciális üzemmódban 14 500 kg-ig növelhető. A fúvócső belső felületét a Szu–30MKI gépeken először megjelent AL-31FP-hez hasonlóan világos színű oxidkerámia bevonattal látták el a jobb hőtűrés érdekében.
A szárnyakon szintén 4–4 fegyvertartó van, de ebből a két belsőre a PTB–2000-res 2000 literes tüzelőanyag-póttartályok is felszerelhetőek. A szárnyvégi zavarókonténerek alkalmazása továbbra is csak lehetőség. A szárnyvégi indítósínek megmaradtak.
A gép pilótakabinja rendkívül korszerű, két nagyméretű színes kijelzőn kívül több kisebb adatbeviteli panel is megtalálható benne. A katapultülés nem 30 fokra hátradöntve van beszerelve, ennek előnyös tulajdonságai mellett ugyanis nagy hátránya a fokozott nyakcsigolya terhelés. A botkormányt végül is hagyományosan középre helyezve hagyták. A hátrafelé néző radart elhagyták, a „fullánk” hossza hasonló a Szu–27-esekéhez, de egy L alakú késantenna jelent meg rajta, több kiegészítő elemmel együtt. A gép kabinja előtt elhelyezett OLSz-35 elektrooptikai érzékelő teljesen új fejlesztésű, a régi Szu-27-esekről ismert KOLSz rendszernél lényegesen modernebb berendezés. A gép belül jelentős fejlesztéseket mutat a Szu-27-esekhez képest. Elhagyták a nagyméretű törzsféklapot, a gép belső tüzelőanyag mennyiségét mintegy 20%-kal, 11 500 kg-ra növelték. (A Szu–27-es belső kapacitása 9400 kg, ami szintén jelentős). Ez a mennyiség a szárnyak alatti póttartályokkal 14 300 kg-ra növelhető. A gép ezen felül levegőben is utántölthető. A három csatornás digitális kormányvezérlő rendszer a KSzU-35. A gép számára kifejlesztett Tyihomirov N-035 Irbisz-E rádiólokátor azonban az eredeti elképzelésekkel szemben nem aktív, hanem a passzív fázisvezérelt antennával rendelkezik. Emellett azonban a szárnyak belépőéleibe beépítésre került egy L-sávban működő AESA rendszerű szenzor is, melynek célja az alacsony észlelhetőségű légi célok detektálása, az orrba szerelt rádiólokátort kiegészítve.
A gép első repülése 2008. február 20-án zajlott, a második példány még ez évben bekapcsolódott a berepülési programba. A 904-es oldalszámú harmadik repülőképes példány azonban a legelső felszállása közben, a hajtóművek meghibásodása miatt a pályáról leszaladt, majd földi akadálynak ütközve kigyulladt és megsemmisült. Pilótája, az ekkor 58 éves Jevgenyij Frolov sikeresen katapultált.
A gépből tehát 2db repülőképes prototípus (901-es és 902-es Szu–35BM), egy földi tesztpéldány (903-as), három nullszéria példány kék 01-es és a piros 02,03,04-es Szu–35Sz és 2013 februárjára 8db szériapéldány (piros 05-12) készült el. A 2013 februári megfigyelések szerint a 901-es proto, a 01-es és 04-es nullszéria és a 06-os és 08-as szériagépek Zsukovszkijban, míg a 902-es proto és a 05, 07, 09-12-es szériagépek Aktyubinszkban, a légierő fegyverzetintegrációs teszt repülőterén hajtanak végre repüléseket.

## Szu–35Sz
A Szu–35-ös szériaváltozatán számos eltérés figyelhető meg a BM jelű prototípusokhoz képest. Ilyen a nagy számú kompozit borítóelem megjelenése a törzs felső, illetve szívócsatornák közti területein. A vízszintes vezérsíkok első felénél pedig egy extra hővédő borítás jelent meg, amely a belső két pilonról indított rakétafegyverzet forró gázsugarától óvja meg a stabilizátorokat. Hasonló megoldást már lehetett látni a Szu-27SzM3-as és Szu-30M2-es gépeken, illetve, csak a vezérsíkok alsó felületén a Szu-34-esek szériaváltozatain.
További feltűnő újdonság a MAWS (Missile Approach Warning System) elektrooptikai szenzorainak megjelenése a kabin előtt a KOLSz mellett, illetve a kabintető mögötti részen, illetve a törzs orr része alatt.
A gép 2013 júniusában bemutatkozott a párizsi légi szalonon Le Bourget-ban, ahová a piros 07-es oldalszámú szériagéppel tartott bemutatót a Szuhoj iroda főpilótája, Szergej Bogdan. Itt elhangzott, hogy a szériagép, vagyis a Szu–35Sz a konstrukciós változtatások miatt 9 helyett már 10g-s túlterheléssel repülhető, de egyben a gép maga még károsodás nélkül képes elviselni a 14,5g-t, amivel egyedülálló a 4. generációs gépek világában. Csak érdekesség, hogy a hagyományosan erősre tervezett svéd gépek közül a legendás Viggen maximális pozitív túlterhelés limitje 12g volt, míg a nálunk is rendszerben levő Gripen hasonló értéke alapesetben 9g, szintén 12g-s maximális határterheléssel.
A kiállítás idején közzétett hivatalos adatok megerősítik, hogy a Szu–35Sz üres tömege 18400 kg, azaz általánosan elmondható, hogy a szerkezeti tömege mintegy két tonnával több, mint az alap Szu-27Sz, -P vagy akár az SzM illetve SzM3 gépeké. Ez a tömegnövekedés a megerősített sárkányszerkezet, az összetettebb avionika, a nagyobb tömegű rádiólokátor, az extra tömeget jelentő vektorálható fúvócsőrendszer, illetve a járulékosan megerősített futóművek miatt adódik. Ennek ellenére a lényegesen gyorsabban reagáló, a Szu-27-esekre jellemző holtjáték nélküli kormányvezérlő rendszer, a nagyobb tolóerő/tömeg arány adta jobb gyorsulás és emelkedőképesség, a kifinomult tolóerővektoráló rendszer együttesen egy sokkal könnyebben vezethető gépet eredményezett. Az Orosz Légierő által a repülési tesztprogramba delegált állomány egyöntetű véleménye szerint az új gép még a jóval kisebb és könnyebb MiG-29-esnél is intenzívebben és pontosabban reagál a kormánymozdulatokra. 
2013 nyár elejére a Szu–35Sz gépekkel a fegyverfelfüggesztési konfigurációs tesztek már rendben lezajlottak, ám a különféle fegyverzetek integrációs lövészeteit még nem kezdték el.
2021. július 31-én egy Szu–35Sz típusú gép tanuló-gyakorló repülés közben hajtóműhiba miatt az Ohotszki-tengerbe zuhant. A pilóta sikeresen katapultált.

## Típusváltozatok
- Szu–35[3]
- Szu–35BM[4]
- Szu–35UB[5]
- Szu–37[6]